# Исум
Исум (њем. Issum) општина је у њемачкој савезној држави Северна Рајна-Вестфалија. Једно је од 16 општинских средишта округа Клефе. Према процјени из 2010. у општини је живјело 11.949 становника. Посједује регионалну шифру (AGS) 5154020, NUTS (DEA1B) и LOCODE (DE ISU) код.

## Географски и демографски подаци
Исум се налази у савезној држави Северна Рајна-Вестфалија у округу Клефе. Општина се налази на надморској висини од 24 метра. Површина општине износи 54,7 km². У самом мјесту је, према процјени из 2010. године, живјело 11.949 становника. Просјечна густина становништва износи 219 становника/km².

## Међународна сарадња
| Мјесто | Држава     | Врста сарадње | Од    |
| ------ | ---------- | ------------- | ----- |
|        | Швајцарска | партнерство   | 1958. |
| Извор  |            |               |       |